# Athemistus bituberculatus
Athemistus bituberculatus är en skalbaggsart som beskrevs av Francis Polkinghorne Pascoe 1867. Athemistus bituberculatus ingår i släktet Athemistus och familjen långhorningar. Inga underarter finns listade.